# Les Risque-tout
Pour plus de détails, voir Fiche technique et Distribution.
Les Risque-tout (Stunts) est un film d'aventures policières américain réalisé par Mark L. Lester et sorti en 1977.

## Synopsis
Le jeune cascadeur Greg Wilson meurt au cours d'une cascade dangereuse pendant un tournage. Son frère aîné, un cascadeur expérimenté nommé Glen, prend la place laissée vacante sur le plateau. Il a des doutes sur la mort accidentelle de son frère, et ces doutes s'intensifient lorsque d'autres cascadeurs commencent à mourir les uns après les autres.

## Fiche technique
- Titre original américain  : Stunts
- Titre français : Les Risque-tout ou Cascadeurs en péril ou Profession cascadeur[1]
- Réalisateur : Mark L. Lester
- Scénario : Dennis Johnson, Barney Cohen, Michael Harpster, Robert Shaye d'après l'histoire de Raymond Lofario
- Photographie : Bruce Logan
- Montage : Corky Ehlers
- Musique : Michael Kamen
- Production : Raymond Lofario, William N. Panzer, executive, Peter S. Davis, Robert Shaye
- Société de production : Mark Fleischman Ltd., New Line Cinema, Spiegel-Bergman Productions Inc.
- Pays de production :  États-Unis
- Langue originale : anglais américain
- Format : Couleurs - 1,85:1 - Son mono - 35 mm
- Durée : 89 minutes
- Genre : aventures, policier
- Dates de sortie :
  - États-Unis : 17 août 1977
  - France : 26 juillet 1978[1]

## Distribution
- Robert Forster : Glen Wilson
- Fiona Lewis : B. J. Parswell
- Ray Sharkey : Paul Salerno
- Joanna Cassidy : Patti Johnson
- Bruce Glover : Chuck Johnson
- Richard Lynch : Pete Lustig
- Darrell Fetty : Dave Allison
- James Luisi : Alvin Blake
- Candice Rialson : Judy Blake
- Malachi Throne : Earl O'Brien

## Production
Le film est tourné à San Luis Obispo en Californie.